# Bharagonalia simulata
Bharagonalia simulata är en insektsart som beskrevs av Young 1986. Bharagonalia simulata ingår i släktet Bharagonalia och familjen dvärgstritar. Inga underarter finns listade i Catalogue of Life.